# Барханоев, Исса Абасович
Барханоев Исса Абасович (7 октября 1949, Фёдоровка, Кустанайская область, Казахская ССР, СССР — 24 июня 2002, Уфа, Башкортостан, Россия) — российский ингушский художник-пейзажист, живописец, рисовальщик, поэт. Народный художник Республики Ингушетия.

## Биография
Исса родился 7 октября 1949 года в посёлке Фёдоровка Фёдоровского района Кустанайской области Казахской ССР.
В 1961 году Иса вместе с родителями переехал на Кавказ. Окончил 10 классов в Яндырской средней школе. С 1972 по 1988 год работал в Назрановском отделе внутренних дел. В последние годы жизни активно занимался творчеством.
В 1983 году в здании Назрановского музея боевой, революционной и трудовой славы состоялась персональная выставка Исы Барханоева.
За период своей творческой деятельности в области живописи Иса Барханоев написал более 500 картин.
Скончался 24 июня 2002 года.
В ноябре 2002 года во Дворце культуры города Назрань состоялось открытие персональной выставки работ Иссы Барханоева.
Работы художника хранятся в Государственном музее изобразительных искусств Республики Ингушетия, в музее Мемориального комплекса жертвам репрессий Республики Ингушетия, в Ингушском государственном краеведческом музее имени Т. Мальсагова, в частных коллекциях.

## Награды и звания
Указом президента Ингушетии от 17 апреля 2002 года Барханоеву Исе Абасовичу присвоено звание «Народный художник Республики Ингушетия».
В 2004 году указом президента Ингушетии за заслуги перед республикой и многолетнюю творческую деятельность награжден орденом «За заслуги».